# Cutremurele din Kumamoto (2016)
Cutremurele din Kumamoto din aprilie 2016 (熊本地震 (2016年) Kumamoto jishin 2016-nen?) a fost un șir de seisme, care s-au produs în Japonia pe insula Kyushu între 14 și 16 aprilie 2016. Cele mai puternice cutremure au avut loc la ora 12:26 UTC pe 14 aprilie, cu epicentrul sub muntele Kinpu (prefectura Kumamoto) la o adîncime de cca 12 km cu o magnitudine de 6,2 MW, și respectiv la ora 14:25 UTC la data de 15 aprilie (16 aprilie, ora 1:25 după timpul local), cu epicentrul sub orașul Kumamoto, la o adâncime de cca 10 km, având magnitudinea de 7,3 MW. Agenția de Meteorologie a Japoniei(ja) a clasificat cel de-al doilea seism drept „cutremur principal”, iar primul drept un preșoc (cutremur care precede un cutremur mai mare).
Pe lîngă cele două cutremure mari, a avut loc o serie mare de cutremure cu magnitudine mai scăzută, inclusiv în prefectura Oita. Cutremurele s-au soldat cu 41 de morți și circa 1000 de răniți.

## Cutremurul de pe 14 aprilie
La data de 14 aprilie 2016, la ora 21:26 după timpul local (12:26 UTC), în prefectura Kumamoto, în apropierea orașului Kumamoto, la o adâncime de 11 km s-a produs un cutremur („foreshock”) cu magnitudinea de 6,2 după scara momentului seismic (MW), sau 6,5 după scara de magnitudine a Agenției Meteorologice a Japoniei (MJ). Cea mai mare intensitate a seismului pe suprafața pământului s-a înregistrat în orașul Mashiki din prefectura Kumamoto, atingând gradul de 7 după scara „shindo”.
Aceasta este a patrulea cutremur observat în Japonia (și primul pe insula Kyushu), de la apariția scării de la 1 până la 7 grade în anul 1949, căruia i s-a atribuit gradul maxim de intensitate. La 15 aprilie Agenția de Meteorologie i-a atribuit denumirea oficială de „Cutremur din Kumamoto din 2016” (平成28年（2016年）熊本地震 28-nen Kumamoto jishin?) sau „The 2016 Kumamoto Earthquake” în limba engleză.

## Cutremurul de pe 16 aprilie
La data de 16 aprilie 2016, la ora 1:25 după timpul local (15 aprilie 16:25 UTC), în prefectura Kumamoto, la o adâncime de 12 km s-a produs cel de-al doilea cutremur puternic ("cutremur principal" conform AMJ) cu magnitudinea de 7,0 MW după scara momentului sau 7,3 MJ după scara AMJ. A fost de aceeași intensitate ca Marele cutremur din Hanshin(ja) din 1995. Acest cutremur s-a resimțit cel mai puternic (gradul 7 după scara „shindo”) în orașul Mashiki și în satul Nishihara din prefectura Kumamoto. După cutremur a fost declanșată alarma de tsunami, anulată la 2:14 timp local. La 17 aprilie comitetul special al guvernului a anunțat că cutremurul a fost cauzat de activizarea zonei de falii Futagawa.

## Erupția vulcanului Aso
La data de 16 aprilie, la cca 8:30 timp local, a avut loc o erupție de proporții mici din vârful Naka (Nakadake) a vulcanului Aso, ejecțiile de cenușă ridicându-se până la 100 de metri în aer. Agenția de Meteorologie a declarat că legătura dintre erupția și cutremurele nu este clară. Hiroshi Shimizu, președintele Comitetului de Coordonare pentru Prognozarea Erupțiilor Volcanice și profesor la Universitated din Kyushu, a declarat:
„Nu putem spune cu certitudine că cutremurele puternice din apropierea muntelui Aso nu vor influența activitatea vulcanică”

### Documentele Agenției de Meteorologie a Japoniei
1. ↑  ja  „2016年04月14日21時26分  熊本県熊本地方   M 6.5” [14/4/2016 21:26 Cutremur în regiunea prefecturii Kumamoto M 6,5]. AMJ. 16 aprilie 2016. Accesat în 16 aprilie 2016.
2. 1 2  ja  „「平成28年（2016年）熊本地震」について（第６報）” [Despre cutremurul din Kumamoto (2016) (partea 6)] (PDF). AMJ. 15 aprilie 2016. Accesat în 15 aprilie 2016.
3. ↑  ja  „平成28年4月14日21時26分頃の熊本県熊本地方の地震について（第４報）” [Despre cutremurul din regiunea prefecturii Kumamoto din 14/4/2016 cca 21:26 (partea 4)] (PDF). AMJ. 15 aprilie 2016. Accesat în 15 aprilie 2016.
4. ↑  ja  „2016年04月16日01時25分 熊本県熊本地方 M 7.3” [16-4-2016 1:25 Cutremur în regiunea prefecturii Kumamoto M 7,3]. 気象庁. Accesat în 16 aprilie 2016.
5. ↑  ja  „「平成28年（2016年）熊本地震」について（第７報）” [Despre cutremurul din Kumamoto (2016) (partea 7)] (PDF). AMJ. 16 aprilie 2016. Accesat în 16 aprilie 2016.
6. ↑  „「平成28年（2016年）熊本地震」について（第22報）” [Despre cutremurul din Kumamoto (2016) (partea 22)] (PDF). AMJ. 20 aprilie 2016. Accesat în 22 aprilie 2016.
7. ↑  ja  „噴火に関する火山観測報(阿蘇山噴火)” [Informație despre activitatea vulcanică (erupția vulanului Aso)]. 16 aprilie 2016. Accesat în 20 aprilie 2016.

### Alte referințe
1. 1 2 3 4 5  en „Kumamoto earthquake: Emergency workers in 'race against time' to save victims”. The Telegraph. 17 aprilie 2016.
2. ↑  en  „Japan earthquake: Thousands remain without vital services”. BBC News. 17 aprilie 2016.
3. ↑  ja  „１４日地震は前震＝余震に注意呼び掛け－気象庁” [Agenția Meteo: cutremurul de pe 14 e un foreshock, atenție la aftershock-uri]. JiJi.com. 16 aprilie 2016. Arhivat din original la 5 mai 2016. Accesat în 19 aprilie 2016.
4. ↑  ja  „16日未明の震度６強が「本震」　気象庁、14日は前震” [Agenția Meteo:Cutremurul din dimineața de 16 e cel principal, pe 14 a fost un foreshock]. nikkei.com. 16 aprilie 2016.
5. ↑  ja  熊本市内の病院に70人超搬送 震度7、余震も Arhivat în 15 aprilie 2016, la Wayback Machine. 朝日新聞 2016年4月14日23時44分
6. 1 2  ja  „熊本震度7:東日本大震災以来 2人死亡、100人けが”. 毎日新聞. 15 aprilie 2016. Accesat în 15 aprilie 2016.
7. ↑  ja  „熊本で震度6強 震源は別の断層の可能性”. 日本経済新聞電子版. 日本経済新聞社. 16 aprilie 2016. Accesat în 16 aprilie 2016.
8. ↑  ja  „熊本で最大震度6強の地震相次ぐ 一時、津波注意報”. 朝日新聞デジタル. 朝日新聞社. 16 aprilie 2016. Arhivat din original la 15 aprilie 2016. Accesat în 16 aprilie 2016.
9. ↑  ja  „平成 28 年 4 月 16 日熊本県熊本地方の地震の評価” [Evaluarea cutremurului din regiunea Kumamoto de pe 16 aprilie 2016] (PDF). 地震調査研究推進本部 地震調査委員会. 17 aprilie 2016. Accesat în 18 aprilie 2016.
10. ↑  ja  „阿蘇山中岳 ごく小規模な噴火発生 気象庁” [Agenția Meteo: A avut loc o erupție mică a vârfului Nakadake a muntelui Aso]. NHK. 16 aprilie 2016.
11. ↑  ja  „阿蘇山火山活動 「影響ないとは言いきれない」” ["Nu putem spune că nu va avea imparct asupra activității vulcanice a muntelui Aso"]. NHK. 16 aprilie 2016.

## Legături externe
Materiale media legate de Cutremurele din Kumamoto (2016) la Wikimedia Commons